# 捕魚
捕鱼在文言中也称渔，泛指任何人类捕捉鱼类的行为。捕鱼是人类最古老的生产活动之一，有多种方式，例如徒手抓鱼、刺鱼、网鱼、钓鱼、射鱼、使用陷阱（比如渔梁、鱼笼、渔轮等）围捕或利用其它动物（比如鸬鹚和水獭）等等。捕鱼活动通常是为了获取可以食用的鱼肉，但在现代民间通常是为了休闲或竞技。

## 目的

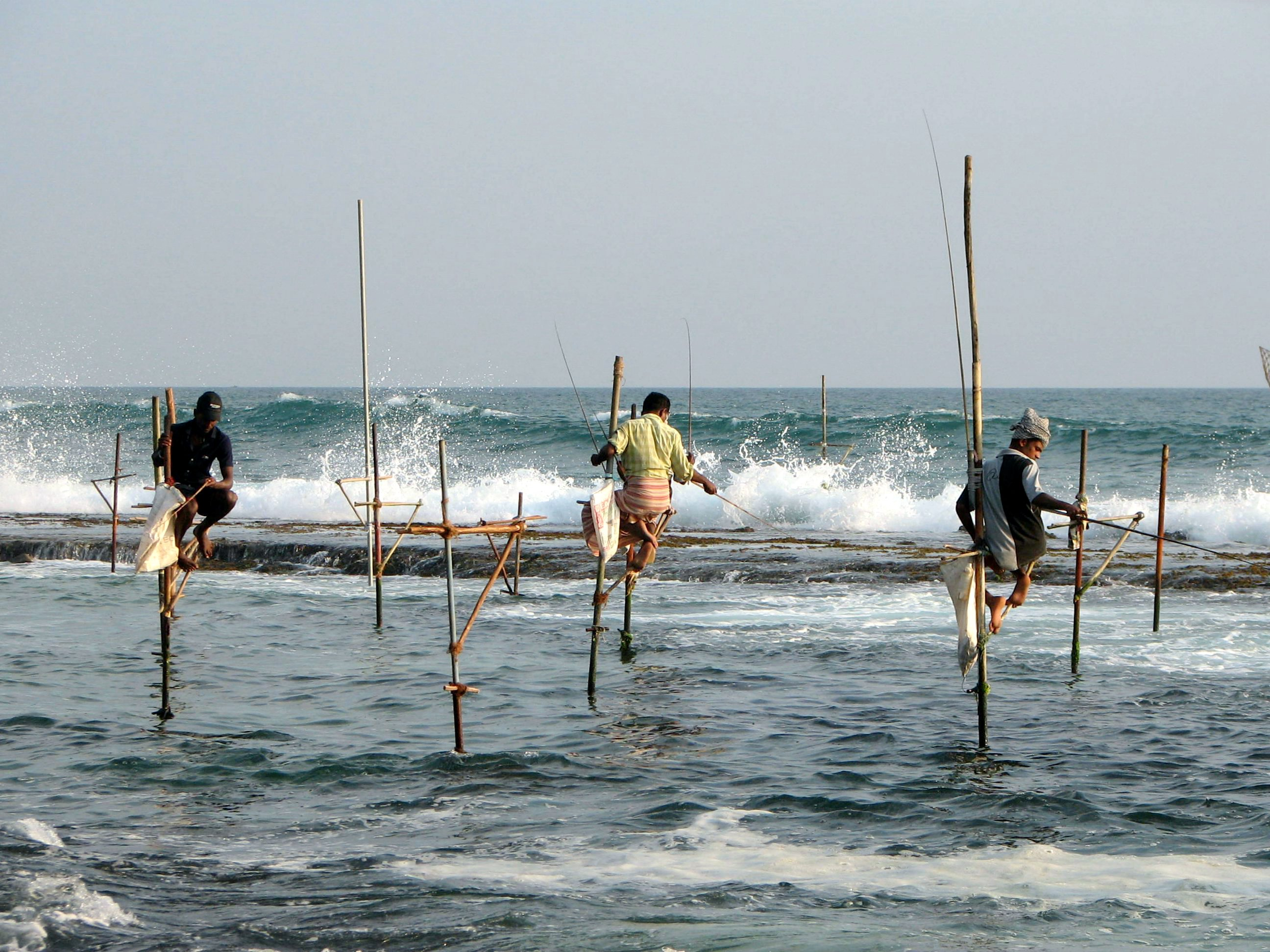
斯里蘭卡人以刺魚方式捕魚

- 自给捕鱼（subsistence fishing）：纯粹为私人温饱而进行的捕鱼行为，在原始社会和欠发达地区很常见，通常用徒手抓捕或使用技术含量较低的简单工具，比如手线、鱼竿、鱼叉/刨钩、棍棒或较小的渔网和鱼笼等。
- 商业捕鱼（commercial fishing）：以换取商业价值盈利为目的职业捕鱼行为，从事此类职业捕鱼的产业称为渔业，是水产业的一个重要部分。自给捕鱼和商业捕鱼的从业者统称为渔民（fisherman），而商业渔民通常使用较大规模的捕鱼工具，比如拖网、延绳、拖钓、大型渔梁等等。专门用来捕鱼的水面载具称作渔船（fishing vessel），而捕捞使用的水域叫做渔场（fishery或fishing ground）。
- 休闲捕鱼（recreational fishing）：除了盈利和生存之外的民间捕鱼行为，通常是垂钓，属于一种为了娱乐、爱好或竞技的户外运动，因此也称运动捕鱼（sport fishing）或游乐捕鱼（game fishing，简称游钓），所使用的渔场通常称作钓场。现代休闲捕鱼者在捕鱼成功后通常会捉完就放（catch and release），所针对的高价值鱼种被称为“运动鱼”（sport fish）或“游钓鱼”（game fish）——源于中世纪和近代早期英语国家的贵族和乡绅常将休闲狩猎时捕杀的高价值猎物比喻成“游戏玩物”（game）的传统。

## 方式

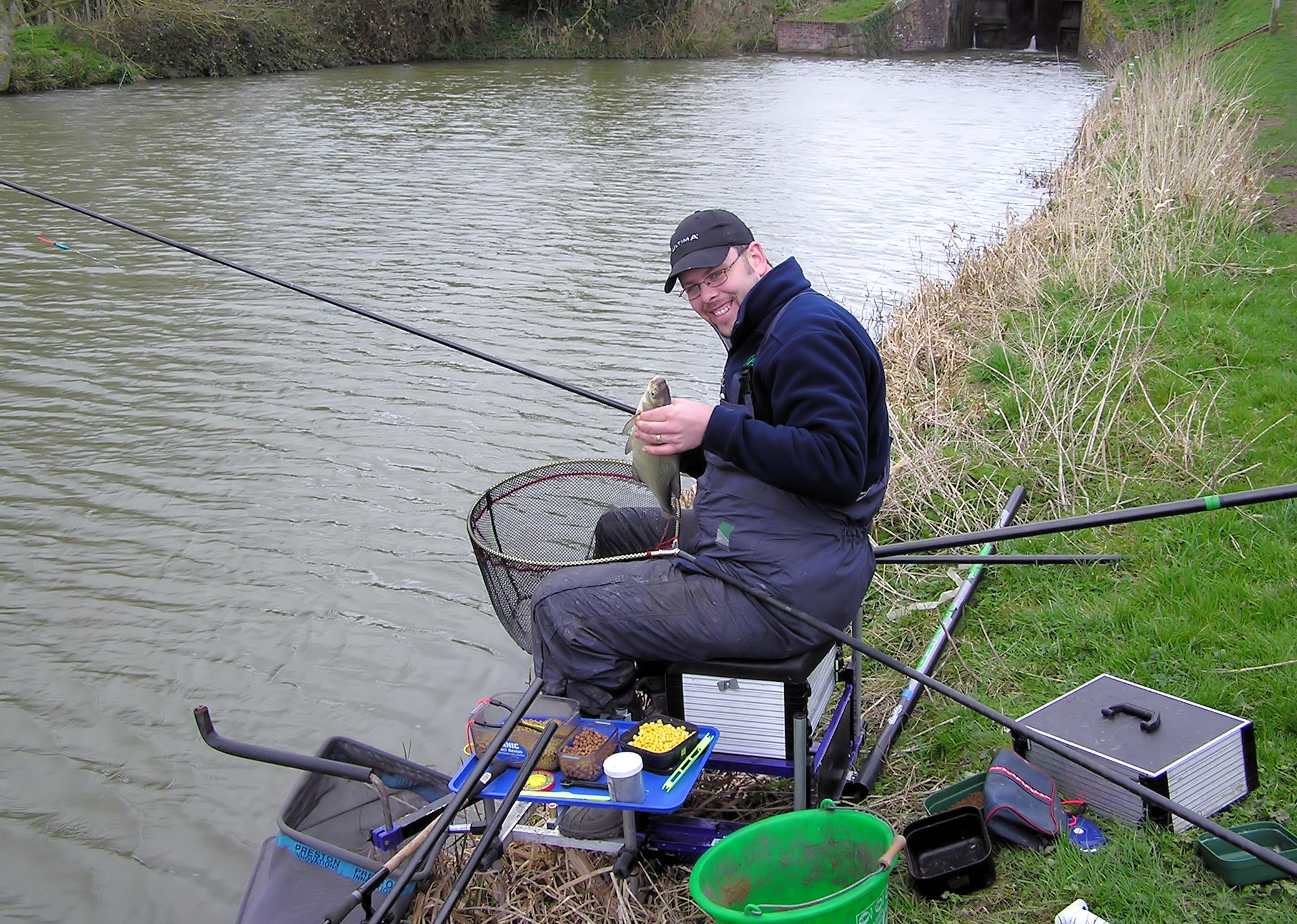
垂钓

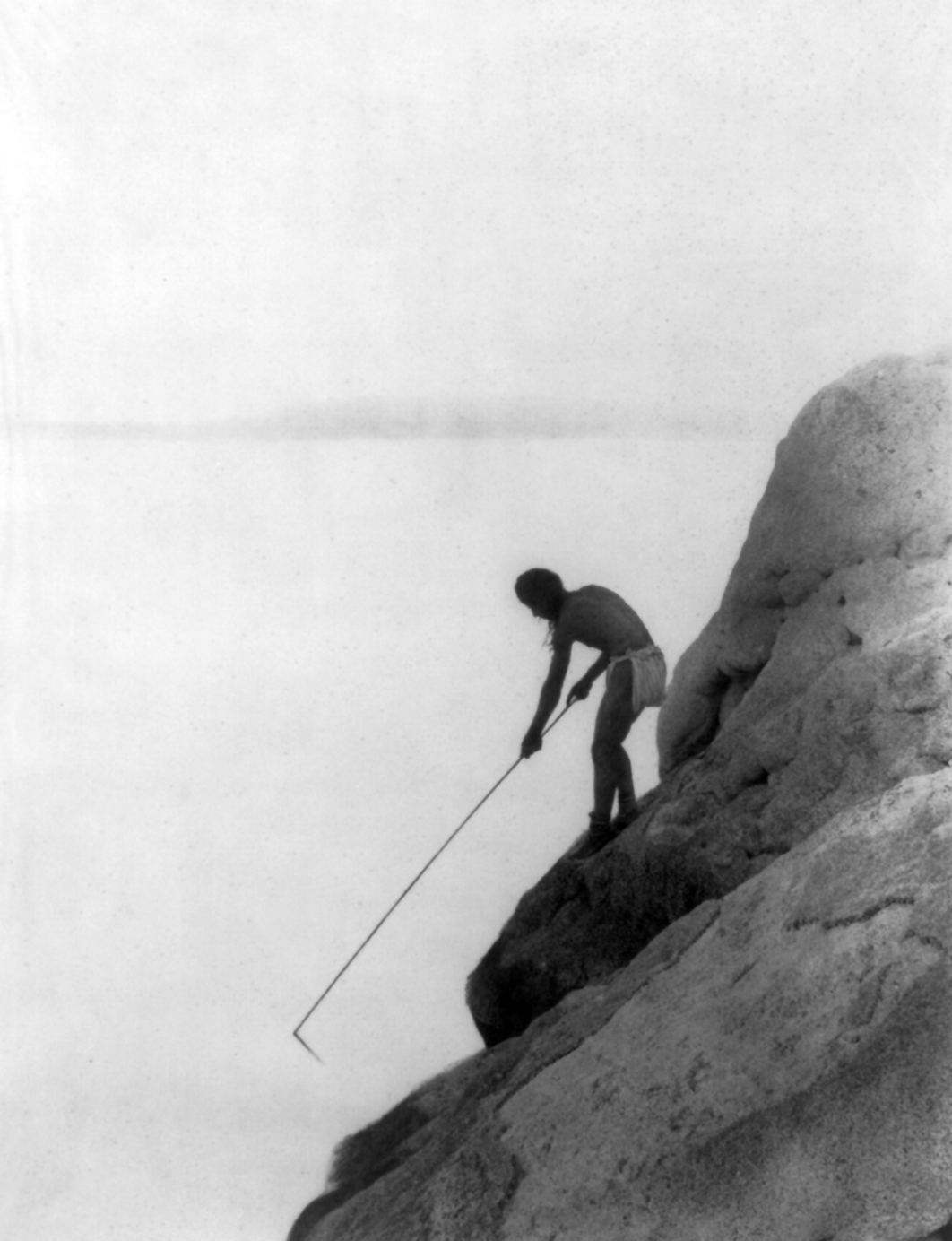
用长柄刨钩捕鱼

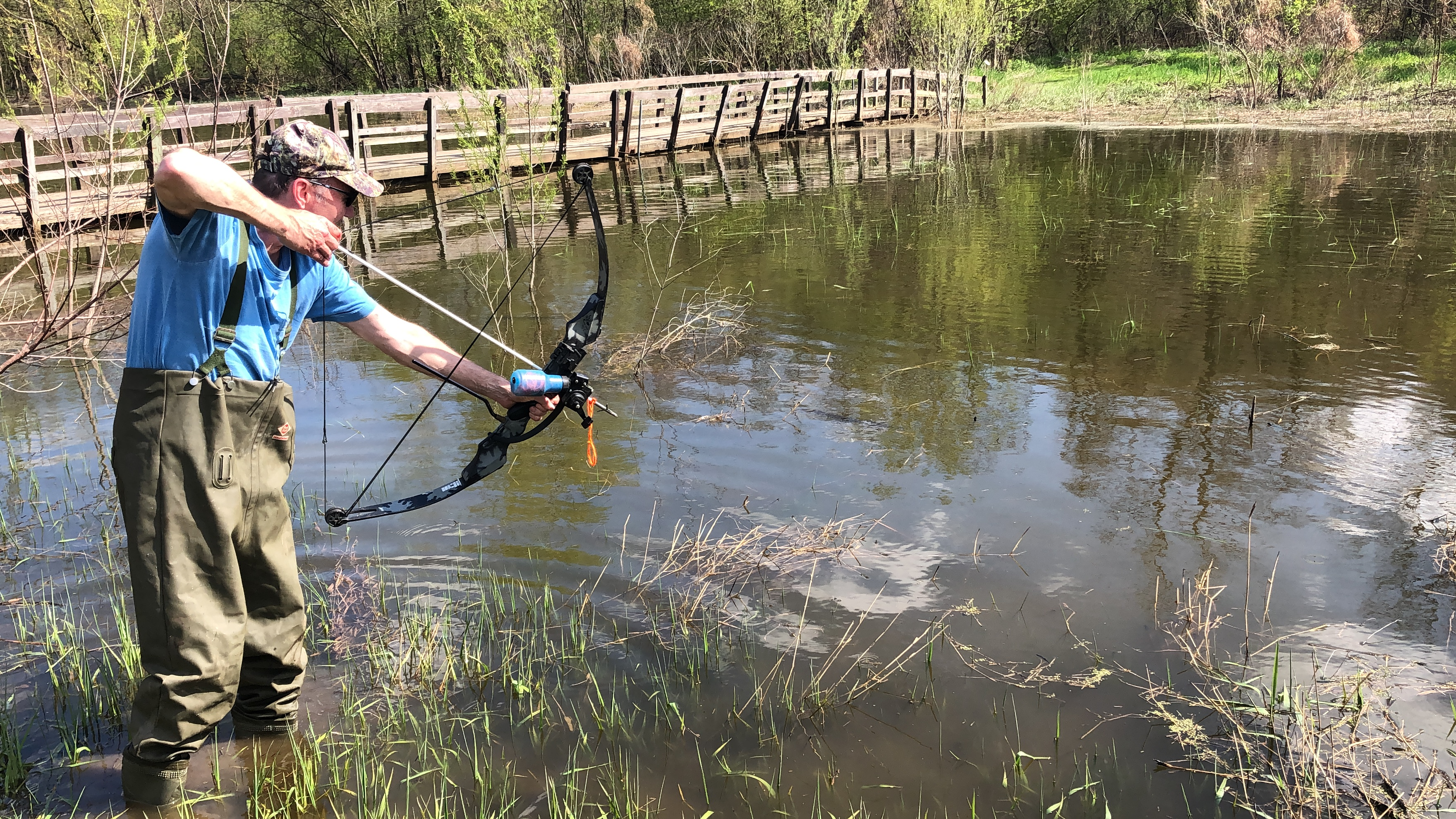
射鱼

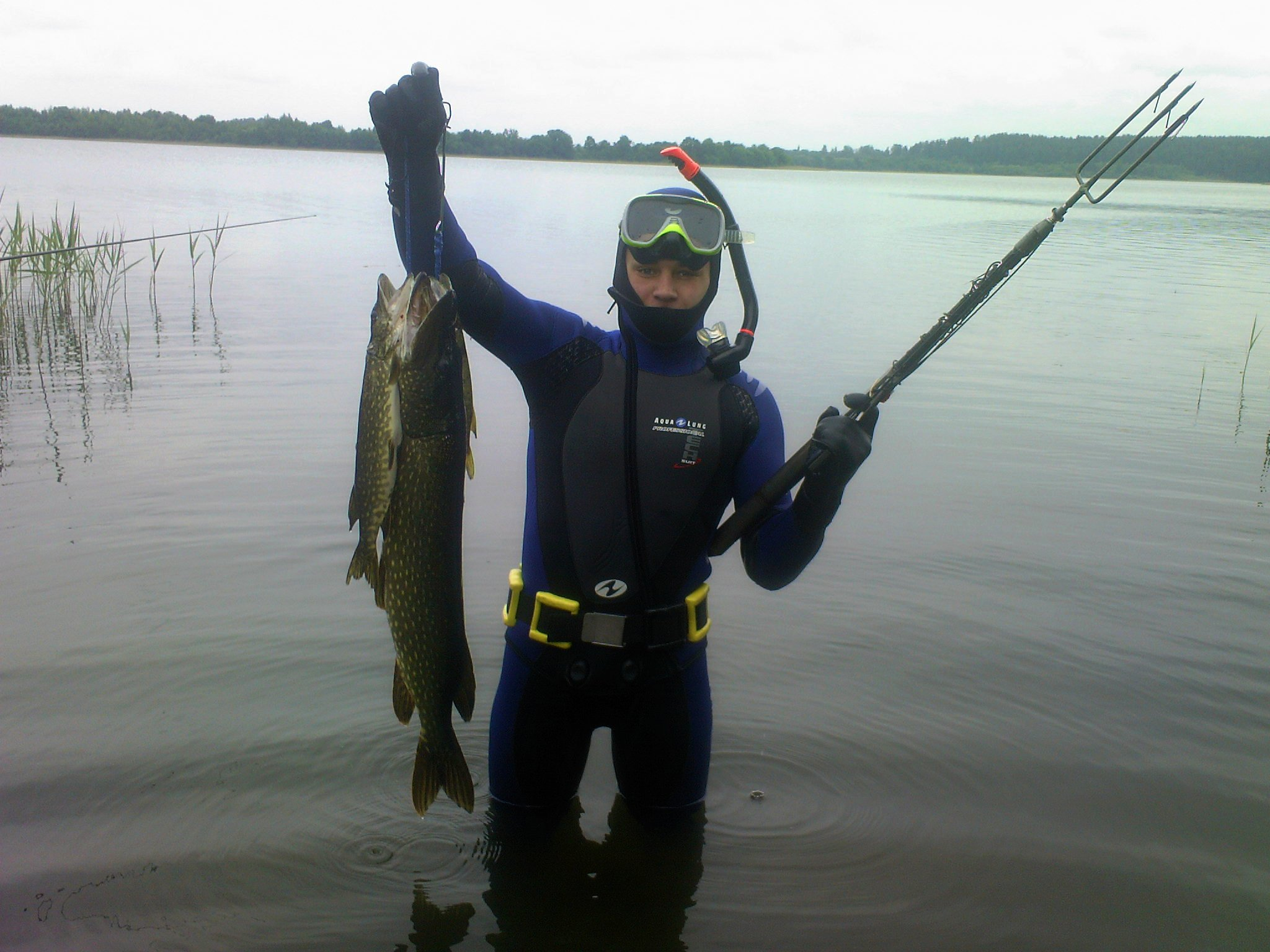
刺鱼

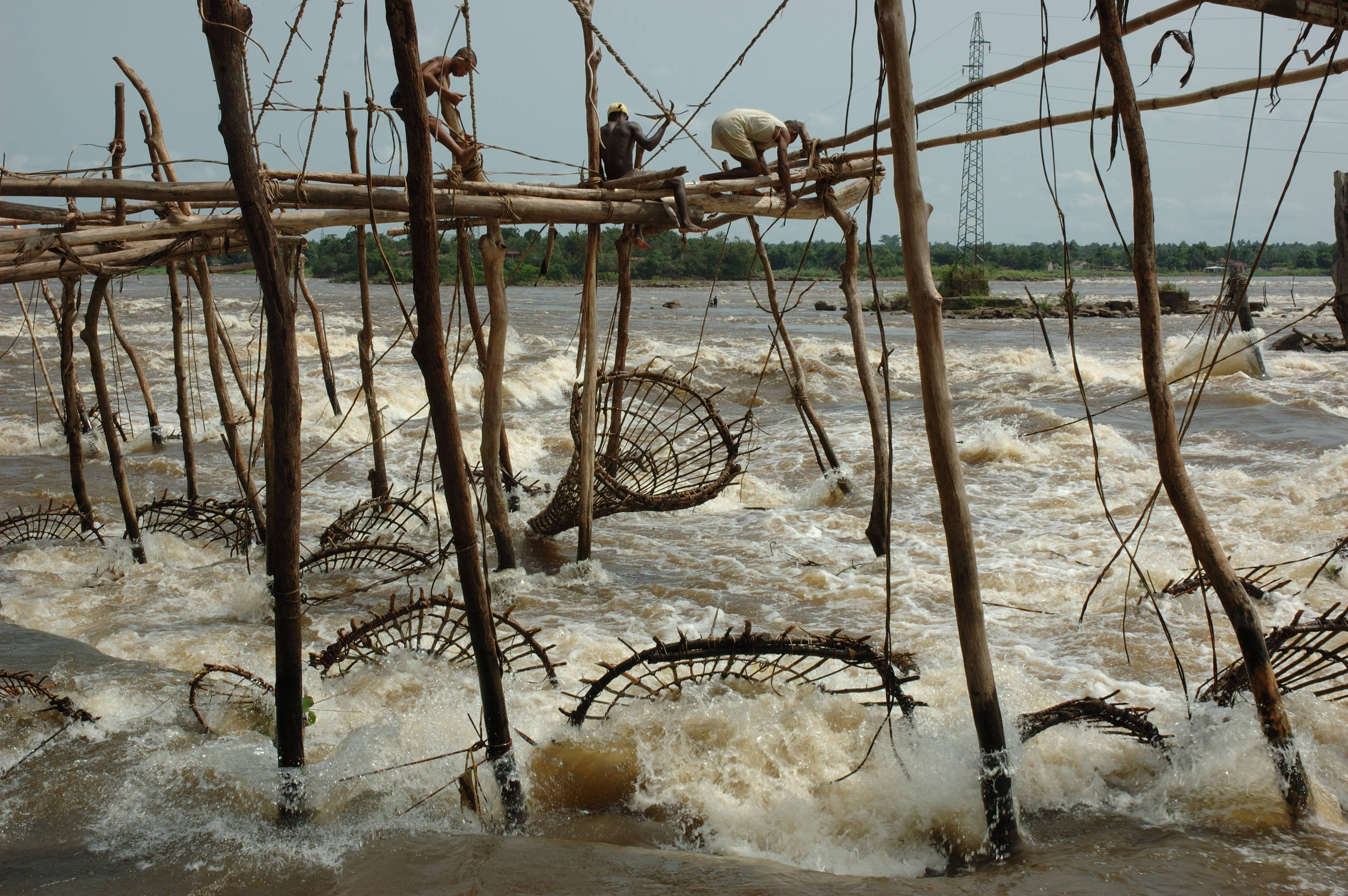
使用简易鱼笼的鱼梁

- 徒手捕捞（hand-gathering）：也称“抓鱼”、“摸鱼”，指不使用任何工具，完全靠手臂在水中抓捕鱼类。
- 刺鱼（spearfishing）：使用鱼矛、鱼叉、齿叉、鱼枪、刨钩、锚钩等具有穿透性的工具击刺鱼体并捕捉鱼类。
- 网鱼（netting）：使用向水中抛撒渔网再拖出的方式围困并捕捞鱼类。
- 钓鱼（angling）：使用连接在鱼线上的鱼钩配以鱼饵引诱鱼类吞咬，从内侧钩挂住鱼嘴和鱼喉后收线捕捉。用鱼竿控制鱼线收放的垂钓是最常见的钓鱼方式，此外还有不使用钓竿的手线（handlining）、延绳（longlining）、拖线（trolling）等方式。
- 射鱼（bowfishing）：使用弓箭器材（比如复合弓或十字弓）从水面上方发射系有鱼线的箭矢捕杀游近水面的鱼类。一些红脖子还会使用枪械射杀鱼类后再将其捕捞。
- 陷阱捕鱼（trapping）：使用鱼笼、渔梁或渔轮等装置将鱼类围困在指定区域后进行捕捞。
- 动物捕鱼：利用特殊驯养的善于潜水的动物帮助捕捉鱼类，比如鸬鹚捕鱼和水獭捕鱼法。
- 投毒捕鱼（poison fishing）：使用有毒物品投入水中将鱼类毒死或麻痹，然后进行捕捞。属于对水域生态系统有较大附带损害的破坏性捕鱼法，在世界上大部分地区违法。
- 电力捕鱼（electrofishing）：使用侵泡在水中的电极释放直流电吸引并击晕鱼类，然后进行捕捞。属于对水域生态系统有较大附带损害的破坏性捕鱼法，在世界上大部分地区违法。
- 爆破捕鱼（blast fishing）：使用在水中引爆的爆炸物产生冲击波震死或震晕鱼类，然后进行捕捞。属于对水域生态系统有较大附带损害的破坏性捕鱼法，在世界上大部分地区违法。

## 监管
现代的渔业管理（fisheries management）机制通常为水体所在国家和地区的政府机构在明确了具体发展目标后公布一系列环境管理规则，然后在配以行政和监管手段来落实这些规则，比较流行的手段是从生态系统为重点的角度实施管理。根据联合国粮食和农业组织（FAO）的说法，现今“没有明确和被普遍接受的渔业管理定义”，但粮农组织和其它机构常用的实用定义是：
信息收集、分析、计划、咨询、决策、资源分配、制订和履行，并配有必要的执法来确保环境守法性和渔业活动管理的规则条例，以便保障资源的持续生产率和其它渔业目的达标的整合过程。
渔业法（fisheries law）是现今一个新兴的法学专科，包含了不同渔业管理手段的研究和分析，以及水产食品安全和水产养殖的规范条例。虽然重要，但世界各地的法学院却很少有这方面的教学，因此造成了倡议和研究方面的学术真空。国家层面的渔业立法也因地而异:130，不同国家和地区之间法制细度差距很大。有些公海渔场则需要国际级别的组织进行管理，比较有名的国际法是联合国在1982年12月10日决议、1994年正式实施的《联合国海洋法公约》:130，为日后有关海洋事务的所有国际协约设定了基础。